# Parlamentswahl in Finnland 1927
- STPV: 20
- SDP: 60
- ED: 10
- RKP: 24
- ML: 52
- KOK: 34

Die Parlamentswahl in Finnland 1927 (finnisch Eduskuntavaalit 1927; schwedisch Riksdagsvalet 1927) fand am 1. und 2. Juli 1927 statt. Es war die Wahl zum 12. finnischen Parlament.
In den drei Jahren nach den letzten Wahlen 1924 gab es vier verschiedene Regierungen. Zuletzt regierte der Sozialdemokrat Väinö Tanner als Ministerpräsident. Seine SDP hatte dabei jedoch keine offizielle Koalition und bildete mit ihren 60 Sitzen eine Minderheitsregierung.
Die zweitstärkste Kraft im Parlament, der Landbund, konnte die größten Gewinne erzielen: Acht Sitze mehr als in der vorangegangenen Legislaturperiode waren bei der Wahl herausgesprungen. Die Sozialdemokraten verloren dagegen leicht. Die konservative Sammlungspartei und die liberale Fortschrittspartei mussten die größten Verluste verkraften.

## Teilnehmende Parteien
Es traten 7 verschiedene Parteien und ein Bündnis zur Wahl an:
| Partei | Partei | Ausrichtung        | Spitzenkandidat  |
| ------ | --- | ------------------ | ---------------- |
|        | Sozialdemokratische Partei Finnlands Suomen Sosialidemokraattinen Puolue (SDP) Finlands Socialdemokratiska Parti         | sozialdemokratisch | Matti Paasivuori |
|        | Landbund Maalaisliitto (ML) Agrarförbundet                                                                               | agrarisch          | Petter Heikkinen |
|        | Nationale Sammlungspartei Kansallinen Kokoomus (KOK) Samlingspartiet                                                     | konservativ        | Kyösti Haataja   |
|        | Schwedische Volkspartei Ruotsalainen Kansanpuolue (RKP) Svenska Folkpartiet (SFP)                                        | liberal            | Eric von Rettig  |
|        | Sozialistische Arbeiter- und Kleinbauernwahlorganisation Sosialistinen Työväen ja Pienviljelijöiden Vaalijärjestö (STPV) | sozialistisch      |                  |
|        | Nationale Fortschrittspartei Kansallinen Edistyspuolue (ED) Framstegspartiet                                             | liberal            | Oskari Mantere   |
|        | Bauern-Wahlbündnis Talonpoika Vaaliliitto                                                                                | agrarisch          |                  |
|        | Landbauernpartei Maanviljelijäin Puolue                                                                                  | agrarisch          |                  |

## Wahlergebnis
Die Wahlbeteiligung lag bei 55,8 Prozent und damit 1,6 Prozentpunkte unter der Wahlbeteiligung bei der letzten Parlamentswahl 1927.
| Partei            | Partei                                                          | Stimmen   | Stimmen | Stimmen | Sitze  | Sitze |
| Partei            | Partei                                                          | Anzahl    | %       | +/−     | Anzahl | +/−   |
| ----------------- | --------------------------------------------------------------- | --------- | ------- | ------- | ------ | ----- |
|                   | Sozialdemokratische Partei Finnlands (SDP)                      | 257.572   | 28,30   | −0,72   | 60     | —     |
|                   | Landbund (ML)                                                   | 205.313   | 22,56   | +2,31   | 52     | +8    |
|                   | Nationale Sammlungspartei (KOK)                                 | 161.450   | 17,74   | −1,25   | 34     | −4    |
|                   | Schwedische Volkspartei (RKP)                                   | 111.005   | 12,20   | +0,17   | 24     | +1    |
|                   | Sozialistische Arbeiter- und Kleinbauernwahlorganisation (STPV) | 109.939   | 12,08   | +1,63   | 20     | +2    |
|                   | Nationale Fortschrittspartei (ED)                               | 61.613    | 6,77    | −2,32   | 10     | −7    |
|                   | Bauernwahlbündnis                                               | 1.341     | 0,15    | +0,10   | —      | —     |
|                   | Landbauernpartei                                                | 784       | 0,09    | +0,09   | —      | —     |
|                   | Sonstige                                                        | 1.174     | 0,13    | +0,01   | —      | —     |
| Gesamt            | Gesamt                                                          | 910.191   | 100,00  |         | 200    |       |
| Gültige Stimmen   | Gültige Stimmen                                                 | 910.191   | 99,54   |         |        |       |
| Ungültige Stimmen | Ungültige Stimmen                                               | 4.180     | 0,46    |         |        |       |
| Wahlbeteiligung   | Wahlbeteiligung                                                 | 914.371   | 55,79   |         |        |       |
| Wahlberechtigte   | Wahlberechtigte                                                 | 1.638.864 | 100,00  |         |        |       |
| Quelle:           |                                                                 |           |         |         |        |       |

## Nach der Wahl
Juho Sunila wurde am 17. Dezember 1927 neuer Ministerpräsident Finnlands. Sein Landbund regierte alleine in einer Minderheitsregierung. Ein Jahr lang blieb der Landbund an der Regierung, ehe Oskari Mantere von der Fortschrittspartei zum Ministerpräsidenten gewählt wurde. Bis zum 16. August 1929 regierten Minister der Fortschrittspartei zusammen mit Ministern aus der Sammlungspartei, die jedoch aus Eigeninitiative dem Kabinett angehörten und nicht von der Sammlungspartei dazu entsendet wurden. Neuwahlen fanden im Juli 1929 statt, auf den Tag genau zwei Jahre nach den Wahlen von 1927.
Übersicht:
1. Kabinett Sunila I – Juho Sunila (ML) – Regierung: ML (17. Dezember 1927 bis 22. Dezember 1928)
2. Kabinett Mantere – Oskari Mantere (Ed.) – Regierung: Ed. (mit Ministern aus Kok., 22. Dezember 1928 bis 16. August 1929)